# Нафтопереробний завод

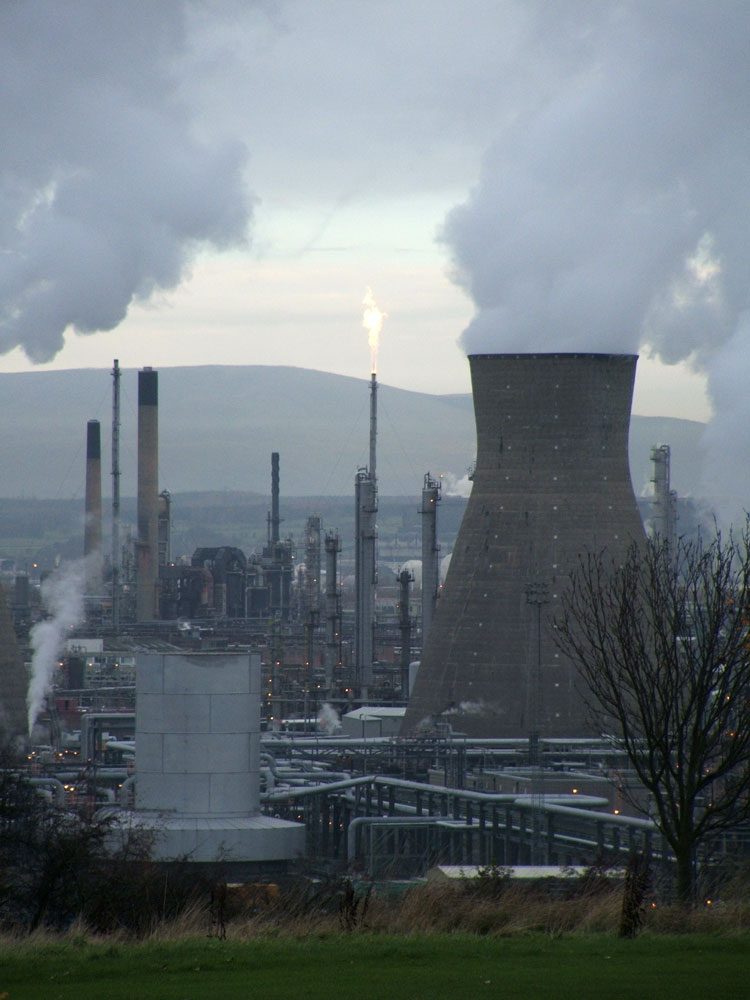
Нафтопереробний завод в Грейнджмуті, Шотландія.

Нафтопереробний завод (НПЗ) — промислове підприємство, яке виробляє з сирої нафти рідкі палива, мастила, бітум, нафтовий кокс, парафін, церезин, ароматичні вуглеводні, органічні кислоти, сірку або сірчану кислоту, розчинники, скраплені гази і нафтохімічну сировину. На НПЗ здійснюється знесолення, зневоднення і стабілізація сирої нафти, первинна (атмосферна і вакуумна) перегонка нафти, селективне очищення, депарафінізація і доочищення масел, деасфальтизація гудрону, каталітичний риформінг, гідроочищення, гідрокрекінг, сповільнене коксування, каталітичний крекінг, алкілювання ізобутану олефінами, ізомеризація та газофракціонування.
1857 року в місті Плоєшті, за 60 км на північ від Бухареста, було побудовано перший у світі нафтопереробний завод.

## В економіці
Нафтопереробні заводи є важливою частиною нафтової та нафтогазової промисловості.